# Gault Millau

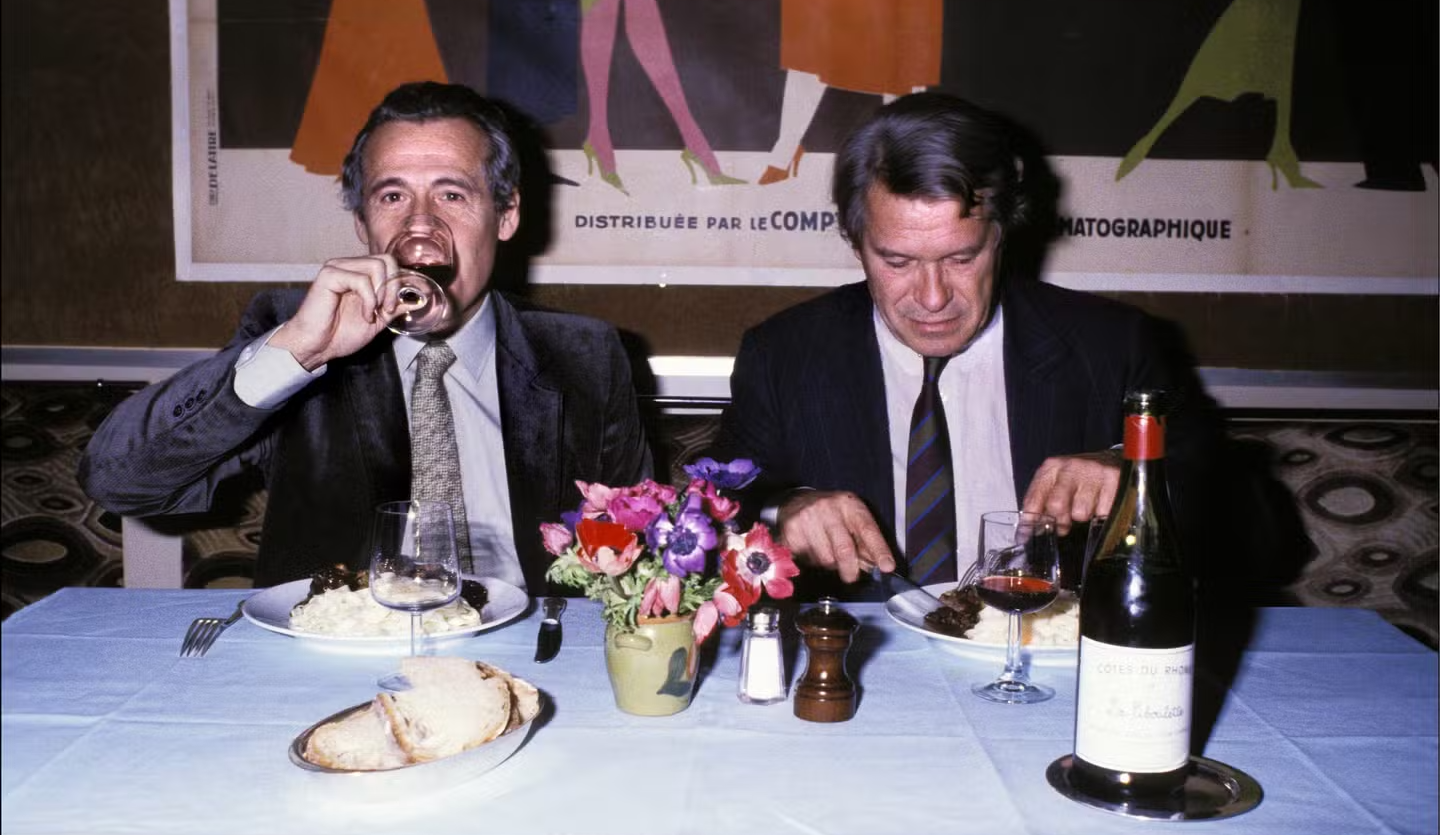
Christian Millau (b) és Henri Gault (j) a két alapító

A Gault et Millau (kiejtés: [ɡo e mijo]) a világ egyik legrangosabb gasztronómiai kiadványa, amely forradalmasította a fine dining világát és alapvetően változtatta meg a modern gasztronómia értékelésének módját. kalauz a világ egyik legnagyobb presztízsű szakmai kiadványa. 
Két francia újságíró és gasztrorajongó, Henri Gault és Christian Millau alapította. A kiadvány több, mint egy útmutató, kulturális jelenség, amely az 1960-as évek óta formálja a kulináris trendeket és séfek karrierjét világszerte.

## Magyarország és a Gault & Millau
Magyarország 2011-ig a Gault Millau Ausztria étteremkalauzában szerepelt, 2012-ben azonban megjelent az első Gault Millau Magyarország étteremkalauz. A Gault Millau hazai története 2016-ban megszakadt, de 2024-ben ismét visszatért új csapattal, hogy észrevételeivel segítse a hazai gasztronómiai szcéna jobbá válását. 2025-ben új kalauzt ad ki, több, mint 300 vendéglátóhely értékelésével, magyar és angol nyelven. 

## Az alapítók
Henri Gault (1929-2000) és Christian Millau (1928-2017) két francia újságíró és a gasztronómia rajongói voltak, akik már az 1960-as évek elején együtt dolgoztak a Paris-Presse című lapnál. Henri Gault eredetileg Henri Gaudichon néven született Pacy-sur-Eure-ben, és kezdetben orvosi tanulmányokat folytatott, mielőtt 1956-ban újságíróvá vált. Christian Millau, aki Christian Dubois-Millot néven született Párizsban, a Le Monde belügyi rovatánál kezdte karrierjét.

## A kezdetek
A Gault Millau története az 1960-as évek elején kezdődött, amikor Henri Gault és Christian Millau, két francia újságíró, a Paris-Presse szerkesztőségében dolgozott együtt. Gault „grand reporter”-ként, Millau pedig a magazin oldalakért felelős helyettes főszerkesztőként tevékenykedett. 1961-ben Gault megkapta a „Week-end et promenades” című heti rovatot, amelyben Párizs környékének legjobb éttermeit és kikapcsolódási helyeit mutatta be. Millau minden héten átolvasta Gault írásait, és hamarosan közös szenvedélyük lett a gasztronómia felfedezése. A rovat gyorsan népszerűvé vált, mivel a szerzők merészen, őszintén és gyakran szokatlanul írtak az éttermekről, szembemenve a kor megszokott, konzervatív gasztronómiai kritikáival. Az olvasók lelkesen követték ajánlásaikat, és a bemutatott éttermek hamar megteltek vendégekkel.
A rovat sikerén felbuzdulva 1962-ben jelent meg az első, Párizsra fókuszáló útmutató, amely a főváros éttermeit, borászatait, kézműveseit és szállodáit mutatta be modern, újságírói stílusban. A kiadványt Christian Bourgois, a Julliard kiadó irodalmi igazgatója finanszírozta, és a könyv hetente 1500 példányban kelt el, megalapozva az étteremkalauz műfajának népszerűségét.

## Az önálló Gault Millau étteremkalauz létrejötte
Az 1960-as évek végére Gault és Millau már elég tapasztalatot és ismertséget szereztek ahhoz, hogy függetlenedjenek, és saját, országos szintű gasztronómiai magazint indítsanak. 1969-ben született meg a „Le Nouveau Guide”, amely már nemcsak Párizsra, hanem egész Franciaországra kiterjedt. A csapat ekkor egy kis, nonkonformista ínyencekből álló közösség volt, amelyben Gault két sógornője, Millau egy régi barátja, valamint André Gayot újságíró is részt vett. Az első szerkesztőség egy szerény, három szobás lakásban működött, majd egy borosládákkal teli raktárhelyiségbe költöztek, ahol a legendás útmutató megszületett.
A „Le Nouveau Guide” 1969-es megjelenése forradalmi újításokat hozott: az étteremkalauz szabad hangvételű, merész kritikákat, szokatlan felfedezéseket és praktikus tippeket kínált. Ezzel a Michelin-kalauz egyeduralmát is megtörte, hiszen a Gault&Millau már a modern, innovatív konyhát is elismerte.

## A Gault&Millau országos kalauz első kiadása
1972-ben jelent meg az első, egész Franciaországra kiterjedő Gault Millau étteremkalauz, amely új mércét állított a gasztronómiai értékelésben. A szerzők saját költségükön járták be az országot, és kizárólag az ételek ízét, a tálalást és a séfek kreativitását vették figyelembe. Ez a függetlenség és újító szellem tette a Gault Millau-t a modern gasztronómia egyik legfontosabb referenciájává. 
A Gault&Millau önálló étteremkalauzának létrejötte nemcsak a francia, hanem a nemzetközi gasztronómia világát is megváltoztatta. A kalauz úttörő szerepet játszott a „nouvelle cuisine” mozgalom elindításában, és számos ma világhírű séfet fedezett fel és támogatott. A Gault&Millau azóta is a független, innovatív és minőségi gasztronómia szimbóluma
A Gault&Millau egyik legnagyobb hatása a gasztronómia világára a "nouvelle cuisine" (új konyha) mozgalom elindítása és széleskörű elterjesztése volt. Ez a forradalmi irányzat alapjaiban változtatta meg a francia, majd a nemzetközi konyhaművészetet az 1970-es évektől kezdve. Henri Gault és Christian Millau 1973-ban jelentette meg az újságban az "Éljen az új francia konyha!" című kiáltvány, amelyben meghirdették a "nouvelle cuisine" eszméjét, és megfogalmazták annak tíz alapelvét, azaz a "tízparancsolatot":
1. Ne főzd túl az ételt - A frissesség és természetes ízek megőrzése érdekében
2. Használj friss, minőségi alapanyagokat - A kiváló nyersanyagok fontossága
3. Egyszerűsítsd az étlapot - Kevesebb, de jobb minőségű étel
4. Ne légy mindenáron modernista - A hagyományok tisztelete és az innováció egyensúlya
5. Tanulj az új technikákból - A fejlődés és tanulás fontossága
6. Kerüld a pácolt, erjesztett ételeket - A természetes ízek előtérbe helyezése
7. Kerüld a nehéz szószokat - A könnyebb, aromásabb ételek felé
8. Ne hanyagold el a táplálkozástudományt - Az egészséges táplálkozás figyelembevétele
9. Ne manipuláld a tálalást túlzottan - Az őszinte prezentáció
10. Légy kreatív és találékony - Az innováció és kreativitás ösztönzése

## Hatás a gasztronómiára
A Gault Millau nemcsak felismerte és népszerűsítette ezt a mozgalmat, hanem aktívan formálta is: kritikáival, kiáltványaival és a séfek közösségének megszervezésével a "nouvelle cuisine" arcává vált. A kalauz lapjain keresztül először mutatták be egységesen az új séf-generációt (pl. Paul Bocuse, Michel Guérard, Alain Senderens), akik a mozgalom vezető alakjai lettek. A Gault&Millau segített megteremteni az új gasztronómiai kultúrát, a "nouvelle cuisine" mozgalom hatására a francia konyha megújult, világszerte elterjedt, és új mércét állított a minőség, kreativitás és egészséges táplálkozás terén. A séfek társadalmi státusza emelkedett, mesterségük gasztronómiai művészetté vált, és a Gault&Millau kalauz a modern konyhaművészet egyik legfontosabb referenciájává nőtte ki magát.

## A Gault Millau értékelési szempontjai
A kalauz 5 szempont figyelembevételével értékel:
1. A nyersanyagok minőségének és frissességének vizsgálata
2. Kreativitás
3. Ételek harmóniája (saját ízek megőrzése, hagyományok)
4. Helyi alapanyagok és szezonális választék használata
5. Az elkészítés precizitása

## A Gault Millau értékelési rendszere
A Gault Millau 1-től 20-ig terjedő pontozási rendszert használ, ahol a 20 pont a tökéletességet jelenti. A pontszámok alapján a következő szakácssapkákat (Toques) ítélik oda:
1. 10-10,5 pont: korrekt konyha - Toque nem jár hozzá
2. 11-12,5 pont: érdekes konyha - 1 Toque /szakácssapka
3. 13-14,5 pont: jellegzetes konyha - 2 Toque /szakácssapka
4. 15-16,5 pont: magas színvonalú konyha - 3 Toque /szakácssapka
5. 17-18,5 pont: kiváló minőségű konyha - 4 Toque /szakácssapka
6. 19-19,5 pont: kivételes konyha - a legmagasabb szintű minőséget képviseli - 5 Toque /szakácssapka
7. 20 pont: a legmagasabb minősítés, szinte lehetetlen megszerezni.

## A tökéletes 20 pontos értékelések
A Gault Millau történetében rendkívül ritkán adtak 20 pontos értékelést. Az eredeti alapítók és hosszú évekig utánuk senki sem kapott tökéletes pontszámot, mivel úgy vélték, a tökéletesség meghaladja az emberi képességeket.
2004-ben Marc Veyrat chef két étterme is megkapta az első 20 pontos értékelést: a Maison de Marc Veyrat (L'Auberge de l'Eridan) Veyrier-du-Lac-ban Annecy közelében, és a La Ferme de Mon Père Megève-ben. 2010-ben és 2011-ben Sergio Herman Oud Sluis étterme Hollandiában szintén elérte a 20 pontos értékelést.

## A POP kategória
A Gault Millau bevezette a POP (Popular Establishments) kategóriát, amely a népszerű, trendi helyeket - borbárokat, street food helyeket, tapas bárokat - ajánl értékelés nélkül. Ez a kategória lehetővé teszi az olvasók számára, hogy a hagyományos fine dining mellett más típusú vendéglátóhelyeket is kipróbálhassanak.
A kategória bevezetése tükrözi a fogyasztói szokások változását és a gasztronómia demokratizálódását. A modern gasztronómia sokszínűbbé vált, és a hagyományos fine dining mellett egyre fontosabbá váltak azok a helyek, amelyek "nem feltétlenül szereznek pontokat a Gault&Millau-ban, de inspirálják a közönség életstílusát". 

### A POP kategória hatása és jelentősége
Demokratizálás
A POP kategória bevezetése demokratizálta a gasztronómiai elismeréseket. Míg korábban csak a luxuséttermek kerülhettek be a presztízs kalauzokba, most a hozzáférhető, de minőségi helyek is elismerést kaphatnak.
Trend-felismerés
A kategória lehetővé teszi a Gault Millau számára, hogy felismerje és népszerűsítse a legújabb gasztronómiai trendeket. 
Fiatal közönség elérése
A POP kategória segít a hagyományos étteremkalauznak elérni a fiatalabb, életstílus-orientált közönséget. Ez a réteg gyakran keresi a trendi, Instagram-kompatibilis helyeket, amelyek nem feltétlenül tartoznak a haute cuisine kategóriába.

## Nemzetközi terjeszkedés
A Gault Millau mára nemzetközi márka lett, amely számos országban jelen van. A kalauz aktívan működik többek között Franciaországban, Németországban, Ausztriában, Svájcban, Belgiumban, Hollandiában, Lengyelországban, Csehországban, Szlovákiában, Horvátországban, Szlovéniában Lengyelországban és Magyarországon. 2023-ban a Gault&Millau belépett Törökországba, amely a 17. ország lett, ahol a kalauz működik. Az Egyesült Arab Emírségekben is megkezdték a működést. A terjeszkedés folyamatos, és a márka világszerte egyre több országban szerez licencpartnereket.

## 2026-os magyar étteremkalauz
2025 szeptemberében jelenik meg az új magyar Gault Millau kalauz, amely majdnem 400 vendéglátóhely értékelését tartalmazza  magyar és angol nyelven. A kalauz nyomtatott és online formában is elérhető lesz.

## Kulturális hatás és örökség
A Gault Millau több mint 50 éves története során alapvetően megváltoztatta a gasztronómia világát. A kalauz nemcsak éttermeket értékel, hanem aktívan formálja a kulináris trendeket, felfedezi az új tehetségeket és támogatja a fiatal séfeket.
A nouvelle cuisine mozgalom elindítása mellett a Gault&Millau hozzájárult a séfek társadalmi státuszának emelkedéséhez és a gasztronómia művészetté válásához. A mai napig fontos szerepet játszik a világszerte működő éttermek minőségének javításában és a kulináris kiválóság népszerűsítésében.